# Nils O. Petersen
Nils O. Petersen ist ein kanadischer Chemiker. Er ist Professor für Nanotechnologie an der University of Alberta und Generaldirektor des National Institute for Nanotechnology am National Research Council of Canada.

## Leben
Nils Petersen entstammt einer dänischen Familie, die 1968 nach Kanada zog, als der Vater, ein Zahnarzt, eine Stelle an der University of Western Ontario annahm. An dieser Universität studierte dann auch Nils Petersen bis 1972 zum Bachelor of Science (honours). Danach schloss er bis 1978 ein Studium am California Institute of Technology zum Doktor (Ph.D.) der Chemie an. Er hat mit seiner Frau Pat einen Sohn und eine Tochter.

## Beruf
Seine beruflichen Stationen waren von 1980 bis 2004 die Lehrtätigkeit an der Fakultät für Chemie und Biochemie an der University of Western Ontario, wo er von 1993 bis 1995 als Associate Dean weitere Aufgaben übernahm. 1995 übernahm er eine Professur (Chair), bevor er von 1999 bis 2000 die Aufgaben eines Associate Vice-President (Research) übernahm. 2002 war er selber als Vice-President (Research) für die Belange der Forschungen an der University of Western Ontario zuständig, bis er 2004 als Professor für Chemie und Generaldirektor des National Institute for Nanotechnology an die University of Alberta in Edmonton berufen wurde. Seine Hauptforschungsgebiete sind bestimmte Vorgänge in lebenden Zellen, speziell Wechselwirkungen an Membranen.
Weiterhin war er Vorsitzender des SHARCNET (Shared Hierarchical Academic Research Computing Network) und der Canada Foundation for Innovation Expert Committee for Science Facilities.

## Veröffentlichungen
Auswahl:
- Nils O. Petersen, Zhifeng Ding, Xiaocui Zhao: Comparison study of live cells by atomic force microscopy, confocal microscopy, and scanning electrochemical microscopy. In: Canadian Journal of Chemistry. 85 (3), 2007, S. 175–183, doi:10.1139/v07-007.
- Mapping Molecular Interactions and Transport in Cell Membranes by Image Correlation Spectroscopy; E. Keating, C.M. Brown and N.O. Petersen, Molecular Imaging: FRET Microscopy and Spectroscopy (Kap. 16), Oxford University Press, June 2005.
- Analyzing Protein-Protein Interactions in Cell Membranes; A. Nohe and Nils O. Petersen; Bioessays 2004 (Bd. 26, S. 196–203)